# Jerome Thomas
Jerome William Thomas (ur. 23 marca 1983 w Wembley) – angielski piłkarz występujący na pozycji pomocnika.
W swojej karierze rozegrał 155 spotkań i zdobył 11 bramek w Premier League.